# Graphiphora tobolskensis
Graphiphora tobolskensis är en fjärilsart som beskrevs av Leo Andrejewitsch Sheljuzhko 1929. Graphiphora tobolskensis ingår i släktet Graphiphora och familjen nattflyn. Inga underarter finns listade i Catalogue of Life.